# Will you be my Lorelai Gilmore?
Will you be my Lorelai Gilmore? es el 147° episodio de la serie de televisión norteamericana Gilmore Girls.

## Resumen del episodio
Ante el acercamiento del nacimiento de los gemelos de Lane y Zach, Rory se encarga de todos los preparativos para el baby shower, aunque de manera inesperada recibe una llamada del New York Times, en la cual le dan la fecha de la entrevista que tanto esperaba. De esta manera, ella se prepara para la entrevista, mientras que Lorelai toma el mando en lo referente a los preparativos. Sin embargo, no todo va bien, ya que Lane y la Sra. Kim empiezan a discutir sobre cómo será la educación de los niños, así que Lorelai interviene como árbitro y así logra suavizar las cosas entre ambas. Por su parte, Logan está de muy mal humor y Rory lo nota; él le comenta que su negocio de internet fracasó por completó, y cuando Rory le ofrece su apoyo, él se niega y le dice que prefiere ir con sus amigos Colin y Finn en un viaje a Las Vegas. Luke descubre que Liz y TJ quieren colocar en el garaje donde él aún conserva el bote de su padre un puesto para sus manualidades, algo que lo hace pensar en el futuro. De esta manera, Luke le vende el bote a Kirk y planea hacer un viaje en el verano con su hija April. Y finalmente el baby shower empieza, y dado su avanzado estado, Lane es llevada en una cama especial hasta la fiesta.

## Continuidad
- Mientras Lorelai habla con Lane, la primera vez luego de hacerlo con su mamá: su cabello cambia solo sin que se lo toque.

- Datos: Q2894919